# Architonic.com
architonic.com ist eine Online-Rechercheplattform für Architektur und Design. Gegründet wurde sie von Nils Becker, Tobias Lutz, Thomas Navello und Dieter Schumann. Zielgruppe sind Architekten, Bauherren, Hersteller, Agenten und Fachhändler, sowie Fachmessen und die Design-Presse.
Ziel von Architonic ist es, den Markt für Architektur und Design durch Informationen über Designprodukte, Materialien und Architekturprojekte transparent zu machen. Über die Online-Plattform können zielgerichtet architekturrelevante Produkte gesucht und aktuelle Architektur- und Designprojekte recherchiert werden. Mittels Links werden Produkte mit Projekten verknüpft, in denen sie verwendet werden. Ebenso werden die Profile der Designer und Architekten mit den Projekten verbunden, für die sie verantwortlich sind. Dies erleichtert Architekten während des architektonischen Entwurfs- und Kommunikationsprozesses die Informationsbeschaffung.
Als Partner von über 20 internationalen Designmessen ist Architonic dort regelmäßig mit seinen Concept Spaces vertreten. Zu den bekanntesten Messepartnern zählen Imm cologne und ICFF New York.
Mit den Concept Spaces bietet Architonic eine Plattform für aufstrebende Designer und Architekten, die durch den Einsatz neuster Verarbeitungsverfahren oder Materialien auffallen.

## Geschichte
Gegründet wurde die Seite 2003 durch die Architekten Nils Becker und Tobias Lutz, zusammen mit den Informatikern Thomas Navello und Dieter Keist.  Das international operierende Unternehmen beschäftigt rund 75 Mitarbeiter (Stand Mai 2013), bestehend aus Architekten, Gestaltern, Informatikern und Marketingfachleuten. Die Architonic.com gehört seit Juni 2018 zu 81 % der NZZ-Mediengruppe.